# Fellsmere
La ville américaine de Fellsmere est située dans le comté d'Indian River, dans l’État de Floride. En 2004, elle comptait 4 658 habitants.

## Démographie
| 1920 | 1930 | 1940 | 1950 | 1960 | 1970 |
| ---- | ---- | ---- | ---- | ---- | ---- |
| 333  | 356  | 643  | 649  | 732  | 813  |

| 1980  | 1990  | 2000  | 2010  | - | - |
| ----- | ----- | ----- | ----- | - | - |
| 1 161 | 2 179 | 3 813 | 5 197 | - | - |

## Source
- (en) Cet article est partiellement ou en totalité issu de l’article de Wikipédia en anglais intitulé « Fellsmere, Florida » (voir la liste des auteurs).